# Tadeusz Pławski
Tadeusz Pławski (ur. 3 listopada 1922 w Białymstoku, zm. 30 lipca 1990) – polski ślusarz i polityk, poseł na Sejm PRL IV i V kadencji.

## Życiorys
Syn Kazimierza. Uzyskał wykształcenie podstawowe, z zawodu ślusarz. W okresie II RP był gońcem w redakcji organu Polskiej Partii Socjalistycznej, „Robotnika Białostockiego”. W czasie okupacji niemieckiej wywieziono go na roboty przymusowe do Królewca. Po wojnie zamieszkał w Olsztynie i w Bielawie. Od początku należał do Polskiej Zjednoczonej Partii Robotniczej. Był zatrudniony jako brygadzista w Fabryce Przyrządów i Uchwytów w Białymstoku. Pełnił funkcję radnego Miejskiej Rady Narodowej w Białymstoku. Był członkiem Rady Nadzorczej Zakładu Ubezpieczeń Społecznych. Zasiadał w egzekutywie Komitetu Zakładowego PZPR. W 1965 i 1969 uzyskiwał mandat posła na Sejm PRL w okręgu Białystok, przez dwie kadencje zasiadał w Komisji Przemysłu Ciężkiego, Chemicznego i Górnictwa. Od listopada 1968 do grudnia 1971 był jednocześnie zastępcą członka Komitetu Centralnego PZPR.
Pochowany na cmentarzu miejskim w Białymstoku przy ul. Władysława Wysockiego.

## Odznaczenia
- Srebrny Krzyż Zasługi
- Odznaka 1000-lecia Państwa Polskiego (1966)[2]